# MADE (アイドルグループ)
MADE（メイド）は、ジャニーズ事務所に所属していたジャニーズJr.の4人組の男性アイドルグループ。2020年1月31日に解散した。

## 概要
主に舞台、そして嵐やNEWSなど先輩のバックダンサーとして活動した。グループ名の由来はMusical Academy Dancing Expertの頭文字からで、名前の通り、ダンスとアクロバットに秀でている。名付け親はジャニー喜多川。また、「メイド」にかけてファンのことは「お嬢様」と呼び、ジャニーズ事務所携帯サイト・Johnny's webでの連載「MADEにおまかせ」では、文頭が“いらっしゃいませ、お嬢様”から文章が始まる。単独公演では“お客様満足度No.1”をテーマに掲げ、ファンをおもてなしする意識が強い。また、4人共が高身長であり、ジャニーズのグループでも一二を争う。

## メンバー

### 解散時のメンバー
- 稲葉光（いなば ひかる、1990年10月17日（34歳） - 、茨城県出身、O型、180cm）[2][5]
  - 2021年1月ジャニーズ事務所退所[6]。アーティスト・俳優として活動。
- 福士申樹（ふくし のぶき、1991年2月6日（34歳） - 、東京都出身、O型、176cm）[2][5]
  - 2021年5月までにジャニーズ事務所を退所。2021年から「フクシノブキ」の名前で俳優として舞台で活動[7]。
- 秋山大河（あきやま たいが、1992年1月1日（33歳） - 、神奈川県出身、A型、176cm）[2][5]
  - 2020年1月31日ジャニーズ事務所退所[8]。新会社「LiiiM.」を設立し、代表および振付、構成演出、デザインを務める。
- 冨岡健翔（とみおか けんと、1992年7月8日（32歳） - 、埼玉県出身、A型、176cm）[2][5]
  - メンバーで唯一、解散後も数年間継続してジャニーズ事務所に所属していた。2023年8月20日、ジャニーズJr.を卒業。2024年4月より、新たに設立されたSTARTO ENTERTAINMENTに所属。

### 過去のメンバー
- 山下拓海 1991年11月29日（33歳）
- 今井龍世 1990年7月29日（34歳）
- 高橋竜（たかはし りゅう、1991年8月21日（33歳） - 、埼玉県出身、O型）[9]

## 略歴
2008年、Hey! Say! JUMPの春コンサート中にメンバーにも知らされないまま突然「MADE」のグループ名で紹介される。本人たちはJr.BOYSから呼び名が変わったという認識で、新しくグループを結成したという実感は無かったという。その後少年隊主演の舞台『PLAYZONE FINAL 1986-2008〜SHOW TIME Hit Series〜 Change』に出演。グループ名がついた半年後くらいに福士が加入する。
2008年11月から高橋がThey武道として活動を始め、グループを抜ける。
2019年、結成11年目で舞台『イケメンヴァンパイア◆偉人たちと恋の誘惑 THE STAGE 〜Episode.0〜』で初主演を務める。
2020年1月15日、同月31日をもってグループが解散し、秋山大河は同じく31日をもってジャニーズ事務所を退所することが発表された。残る3人はジャニーズ事務所に残り、今後はソロタレントとして活動を続けるとした。その後2021年に稲葉と福士も退所した。

## オリジナル曲
- MADE in Love[14]（作詞：KOMEI KOBAYASHI・佐原康太、作曲：BOSTROM FREDRIK HAKAN・佐原康太） - JASRAC作品コード：1N7-9042-8

## 出演

### 舞台
- PLAYZONE FINAL 1986-2008〜SHOW TIME Hit Series〜 Change（2008年7月6日 - 8月8日、青山劇場 / 8月26日 - 31日、梅田芸術劇場）[1]
- World's Wing 翼 Premium 2008（2008年10月3日 - 28日、日生劇場）稲葉・高橋・山下・冨岡・秋山・今井[15]
- 滝沢歌舞伎 -TAKIZAWA KABUKI-（2010年4月4日 - 5月8日、日生劇場）稲葉・福士・山下・冨岡・秋山・今井[16]
- 滝沢歌舞伎 2011（2011年4月8日 - 5月8日、日生劇場）[17][18]
- 滝沢演舞城 2012（2012年4月8日 - 5月6日、日生劇場）[19]
- 滝沢演舞城 2013（2013年4月7日 - 5月12日、新橋演舞場）[20]
- 滝沢歌舞伎 2014（2014年3月6日 - 3月30日、博多座 / 2014年4月7日 - 5月6日、新橋演舞場）[21]
- 滝沢歌舞伎 10th Anniversary（2015年4月8日 - 5月17日、新橋演舞場 / 8月18日 - 8月23日、シンガポール）[22]
- ジャニーズ銀座 2015（2015年5月22日〔“MAD”らと合同公演〕、シアタークリエ）[23]
- ジャニーズ銀座 2016（2016年5月10日 - 11日、シアタークリエ）[24]
- ABC座2016 株式会社 応援屋!!〜OH&YEAH!!〜（2016年10月5日 - 27日、日生劇場）[25]
- ジャニーズ銀座2017（2017年5月18日 - 20日〔単独公演〕・21日 - 25日〔宇宙Sixとの合同公演〕、シアタークリエ）[26][27]
- ABC座 ジャニーズ伝説 2017（2017年10月7日 - 28日、日生劇場）[28]
- コインロッカー・ベイビーズ（2018年7月11日 - 29日、赤坂ACTシアター / 8月11・12日、豊中市立文化芸術センター･大ホール / 8月18・19日、 オーバード･ホール）福士・秋山[29]
- ABC座 ジャニーズ伝説 2018（2018年10月7日 - 29日、日生劇場）[30][31]
- イケメンヴァンパイア◆偉人たちと恋の誘惑 THE STAGE 〜Episode.0〜（2019年4月12日 - 16日、EX THEATER ROPPONGI） - 主演[32][33]
- ABC座 ジャニーズ伝説2019（2019年10月7日 - 29日、日生劇場）[34]

### コンサート
- ジャニーズJr.湾岸ライブ（2017年11月11日・12日、東京・お台場湾岸スタジオ 特別会場）[35]
- Summer Paradise 2018（2018年8月16日、TOKYO DOME CITY HALL）[36]
- ジャニーズJr.8・8祭り 〜東京ドームから始まる〜（2019年8月8日、東京ドーム）[37]
- Winter Paradise 2019 〜ふゆパラ〜（2019年11月5日 - 7日、東京グローブ座）[14][38]

### バラエティ
- ジャニーズJr.dex（2017年10月21日 - 2018年3月3日[39]、フジテレビ）[40]